# Beneficência Portuguesa de Campinas

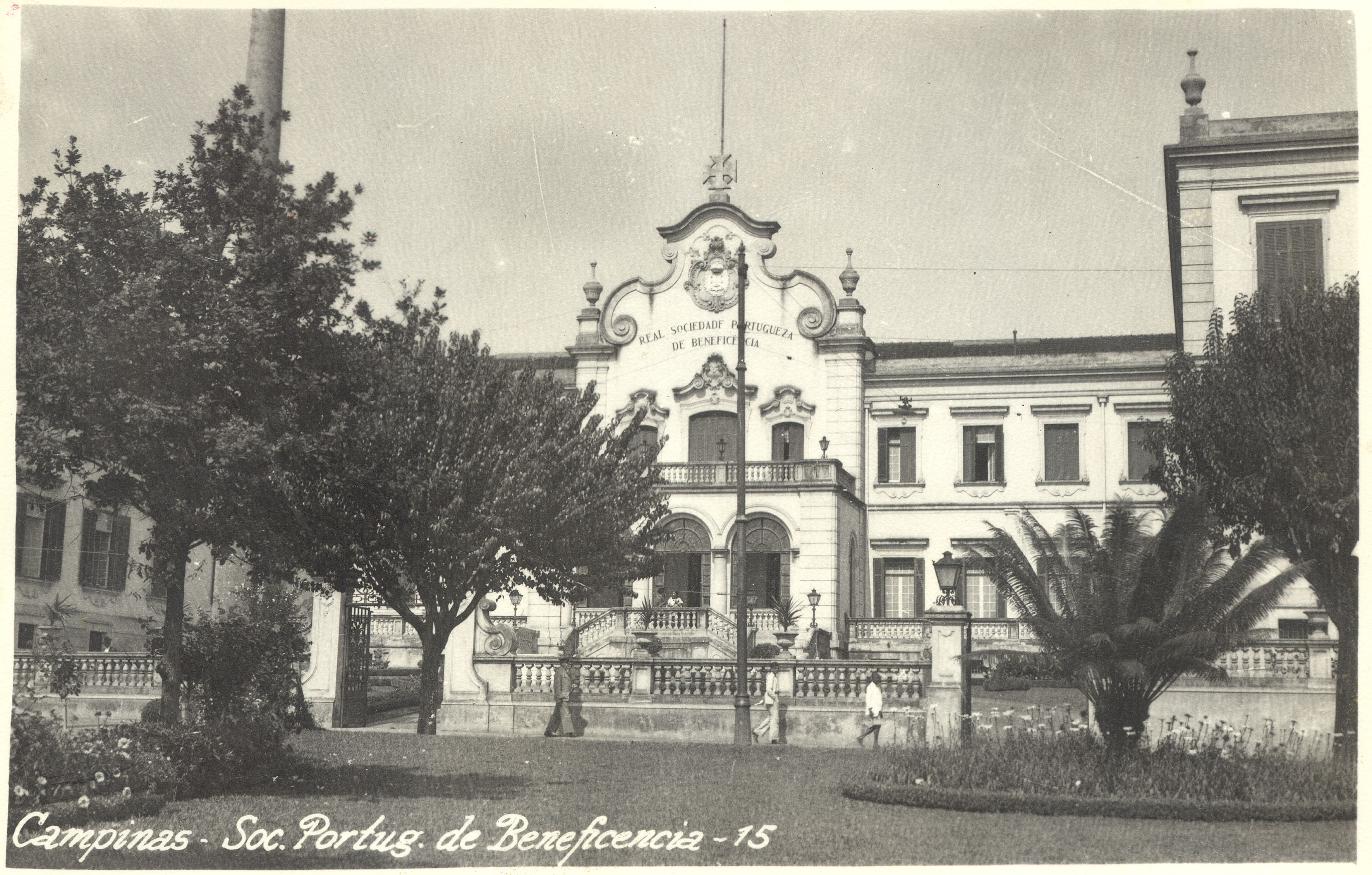
Beneficência Portuguesa

A Real Sociedade Portuguesa de Beneficência de Campinas, mais conhecida como Beneficência Portuguesa de Campinas, é um hospital localizado na cidade de Campinas, fundado em 20 de julho de 1873. O imperador D. Pedro II e a princesa Isabel também visitaram o hospital em caráter oficial. Em 1907, o Reino de Portugal acresceu o título Real à Sociedade, criada inicialmente para atender os imigrantes portugueses locais. As obras para construção do edifício próprio iniciaram-se em 1877, tendo sido concluídas dois anos depois.
Localiza-se na Rua Onze de Agosto, 557, no Centro de Campinas.

## História
A ideia de criar um hospital com um público específico surgiu por volta de 1873, com o propósito de prestar apoio médico aos portugueses e seus descendentes que viviam em Campinas na época. A construção do hospital, em 1877, se deu após ações coordenadas pelo primeiro presidente da entidade, Francisco Gonçalves Ferreira Novo, que levantou recursos para o edifício por meio de aportes, doações e venda de títulos.
A inauguração do prédio ocorreu em 1879, recebendo ainda diversas obras ao longo dos anos, não tendo restado remanescentes de suas estruturas originais. Em 1881, após o fim das obras, o Hospital foi ganhando reconhecimento na cidade, e inclusive foi visitado pela Família Imperial do Brasil, que elevou a instituição a Sociedade como Real em 1907, alterando seu nome para Real Sociedade Portuguesa de Beneficência.
O Hospital foi um dos primeiros da região a utilizar recursos inovadores na medicina e hospitais, como a hidroterapia (1882), iluminação a gás (1885) e Raios X (1898).
Entre as décadas de 1920 e 1930, as obras de reforma do prédio foram encabeçadas pelo engenheiro Ricardo Severo. A sede, como é conhecida hoje, foi construída no estilo neocolonial. Em fins da década de 1940, a administração foi assumida pela Congregação das Irmãs Franciscanas Hospitaleiras.
O prédio do hospital foi tombado em 2006 e a praça em 2008, ambos pelo CONDEPACC, pelo Processo de Tombamento n°008/01 - Hospital Beneficência Portuguesa - Resolução n°064/06.
Atualmente, o hospital atende 20.000 pacientes por mês em 43 especialidades médicas.

## Arquitetura
A sede atual, projetada em 1930, possui diversas referências dos estilos neoclássico e barroco. Em uma das reformas durante o século XX, a parte central do edifício foi demolida, além de uma reforma nas alas laterais. Nessa mesma época o Pavilhão Barbosa de Barros foi construído, no piso superior no edifício central.
Nesse mesmo programa de ampliação, foram construídos e ampliados lugares como salas de cirurgias, biblioteca, administração, elevadores, enfermarias, salas de descontaminação, entre outros espaços. Na área externa do Hospital foi construído um calçamento com mosaicos que fazem referência às navegações portuguesas, com figuras como a caravela com a cruz de Malta e, no gradil do portão e a esfera armilar presentes.